# Пистоя
Писто̀я (на италиански: Pistoia) е град и община в Италия, в региона Тоскана, между Пиза и Флоренция. Градът е административен център на едноименната провинция.
Общинската площ е 236,77 км2. Населението е 90 040 души по данни от преброяването към 30 септември 2009 г.